# Obscured by Clouds
Obscured by Clouds ist das siebte Studioalbum der britischen Rockband Pink Floyd, basierend auf ihrem Soundtrack für den französischen Film La Vallée (Regie: Barbet Schroeder). Das Album erschien am 3. Juni 1972 und stellte den bis dahin größten kommerziellen Erfolg der Band in den USA dar.

## Hintergrund
Pink Floyd hatte bereits vier Soundtracks aufgenommen. Davon wurde More (1969) als Soundtrack veröffentlicht. Die Musik zu Tonite Let’s Make All Love in London (1967) wurde auf einer gleichnamigen LP von Peter Whitehead veröffentlicht, die Soundtracks zu The Committee (1968) und Zabriskie Point (1970) wurden in dem Boxset The Early Years: 1965–1972 veröffentlicht.
Bei den Aufnahmen zu dem Soundtrack für More hatte die Band bereits mit Barbet Schroeder zusammengearbeitet, der Pink Floyd für diesen Film zum zweiten und letzten Mal engagierte.
Laut Mason handelte es sich bei dem Album nicht um Musik von Pink Floyd, sondern um Lieder, die sie alle mochten.

## Aufnahme
Um das Album aufzunehmen, unterbrachen sie die Arbeit an ihrem Album The Dark Side of the Moon und reisten nach Frankreich in die Château-d’Hérouville-Studios nahe Paris. Die Bandmitglieder schliefen dort, und das Album wurde in nur zwei Wochen aufgenommen. Mit diesem Album setzte die Band zum ersten Mal auch Synthesizer ein (EMS VCS 3). Der Song Childhood’s End ist nach Angaben der Band inspiriert von dem gleichnamigen Roman des Autors Arthur C. Clarke.

## Titelliste

### Seite 1
1. Obscured by Clouds (Waters – Gilmour) – 3:03
2. When You’re In (Waters—Gilmour—Mason—Wright) – 2:30
3. Burning Bridges (Wright—Waters) – 3:29
4. The Gold It’s in the ... (Waters—Gilmour) – 3:07
5. Wot’s … Uh the Deal (Waters—Gilmour) – 5:08
6. Mudmen (Wright—Gilmour) – 4:20

### Seite 2
1. Childhood’s End (Gilmour) – 4:31
2. Free Four (Waters) – 4:15
3. Stay (Wright—Waters) – 4:05
4. Absolutely Curtains (Waters—Gilmour—Wright—Mason) – 5:52

## Veröffentlichung
Das Album erschien am 3. Juni 1972 und am 14. Juli in den USA, wo es den bis dahin größten kommerziellen Erfolg der Band erzielte. Der Song Free Four wurde in den USA ein Single-Hit, die Songs Obscured by Clouds, When You’re In und Childhood’s End eröffneten die Konzerte der Band ab Ende 1972 bis 1973.
Für das Boxset The Early Years: 1965–1972 von 2016 wurde ein Remix von dem Album angefertigt, der bisher nicht wie z. B. der neue Mix von A Momentary Lapse of Reason als Einzeledition erschienen ist.

## Rezeption
Stephen Thomas Erlewine verlieh dem Album in Allmusic lediglich drei Sterne und schrieb, die Songs „Burning Bridges“ und „Wot’s...uh the Deal“ erforschten die gleichen musikalischen Grundlagen wie die auf „Atom Heart Mother“ und „Meddle“, seien dort jedoch prägnanter und hätten eine stärkere Struktur. Aber die wirklich bemerkenswerten Nummern wären der überraschend harte Bluesrocker „The Gold It's in The...“, der, so gut er auch sei, vom stattlichen, bedrohlich wirkenden „Childhood’s End“ und dem flotten Popsong „Free Four“ übertrumpft werde, zwei Lieder, deren Obsessionen mit Leben, Tod und der Vergangenheit eindeutig auf „Dark Side of the Moon“ hinweisen. So verblüffend fortschrittlich die letzten beiden Songs auch sind, sie würden nicht ausreichen, um den Rest von „Obscured by Clouds“ über den reinen Soundtrack hinauszudrängen, doch diese Melodien, gepaart mit der Sensibilität von Meddle, lassen erahnen, wozu sich Pink Floyd entwickeln würde.

## Musiker
- David Gilmour – Gitarre, Gesang, VCS-3
- Roger Waters – Bassgitarre, Gesang, VCS-3
- Nick Mason – Schlagzeug, Percussion
- Richard Wright – Keyboards, Gesang, VCS-3

## Kommerzieller Erfolg

### Chartplatzierungen
| ChartsChartplatzierungen       | Höchstplatzierung | Wochen |
| ------------------------------ | ----------------- | ------ |
| Deutschland (GfK)              | 19 (13 Wo.)       | 13     |
| Vereinigte Staaten (Billboard) | 46 (25 Wo.)       | 25     |
| Vereinigtes Königreich (OCC)   | 6 (14 Wo.)        | 14     |

### Auszeichnungen für Musikverkäufe
| Land/Region                  | Auszeichnungen für Musikverkäufe (Land/Region, Auszeichnung, Verkäufe) | Verkäufe |
| ---------------------------- | ---------------------------------------------------------------------- | -------- |
| Deutschland (BVMI)           | Gold                                                                   | 250.000  |
| Vereinigte Staaten (RIAA)    | Gold                                                                   | 500.000  |
| Vereinigtes Königreich (BPI) | Gold                                                                   | 100.000  |
| Insgesamt                    | 3× Gold ·                                                              | 850.000  |

Hauptartikel: Pink Floyd/Auszeichnungen für Musikverkäufe